# Studia upadku
Studia upadku – polski offowy film komediowy z 2006 roku w reżyserii Dariusza Nojmana.

## Opis fabuły
Daniel Grabski, student z Zabrza, zaspał przed egzaminem. Ma 15 minut na dotarcie do oddalonego o 70 kilometrów Cieszyna, gdzie studiuje na Uniwersytecie Śląskim.
Upadki czekają również jego współlokatorów: dilera Paczangę oraz schizofrenika, pół-Wietnamczyka Vifona. Zaplanowała je w swoim wierszu ich nowa koleżanka, Kamila.

## Obsada
- Piotr Kozak – Daniel Grabski
- Łukasz Kozak – Paczanga (diler)
- Sabina Wawerla – Kamila (poetka)
- Przemysław Zeliasz-Hoang – Vifon (schizofrenik)
- Renata Gorczyca – Roksana
- Dariusz Nojman – Dorian
- Jakub Grabiański – Pancer
- Paweł Pindur – Promil
- Mariusz Kałamaga – Lokaty Marian